# Archontophoenix maxima
Espèce
Archontophoenix maxima, le palmier de la rivière Walsh, est une espèce de plantes à fleurs du genre Archontophoenix et de la famille des Arecaceae (les palmiers). C'est la plus grande espèce de son genre. Il est endémique du Queensland, en Australie. Ce palmier robuste pousse dans la forêt tropicale à des altitudes comprises entre 800 et 1200 mètres sur la rivière Walsh et la chaîne adjacente du mont Haig dans les plateaux d'Atherton à environ 17° de latitude sud.

## Description
Archontophoenix maxima pousse jusqu'à 25 mètres de haut, avec un tronc jusqu'à 30 cm de diamètre avec une base élargie. Les feuilles droites et rigides mesurent jusqu'à 4 mètres de long et ont une légère torsion latérale. L'inflorescence ramifiée massive mesure jusqu'à 1,5 mètre de long et porte des fleurs blanches. A maturité, le fruit est rouge et entre 13 et 15 mm de longueur. Les fleurs ressemblent beaucoup à celles d' A. alexandrae.